# Électromultiplicateur

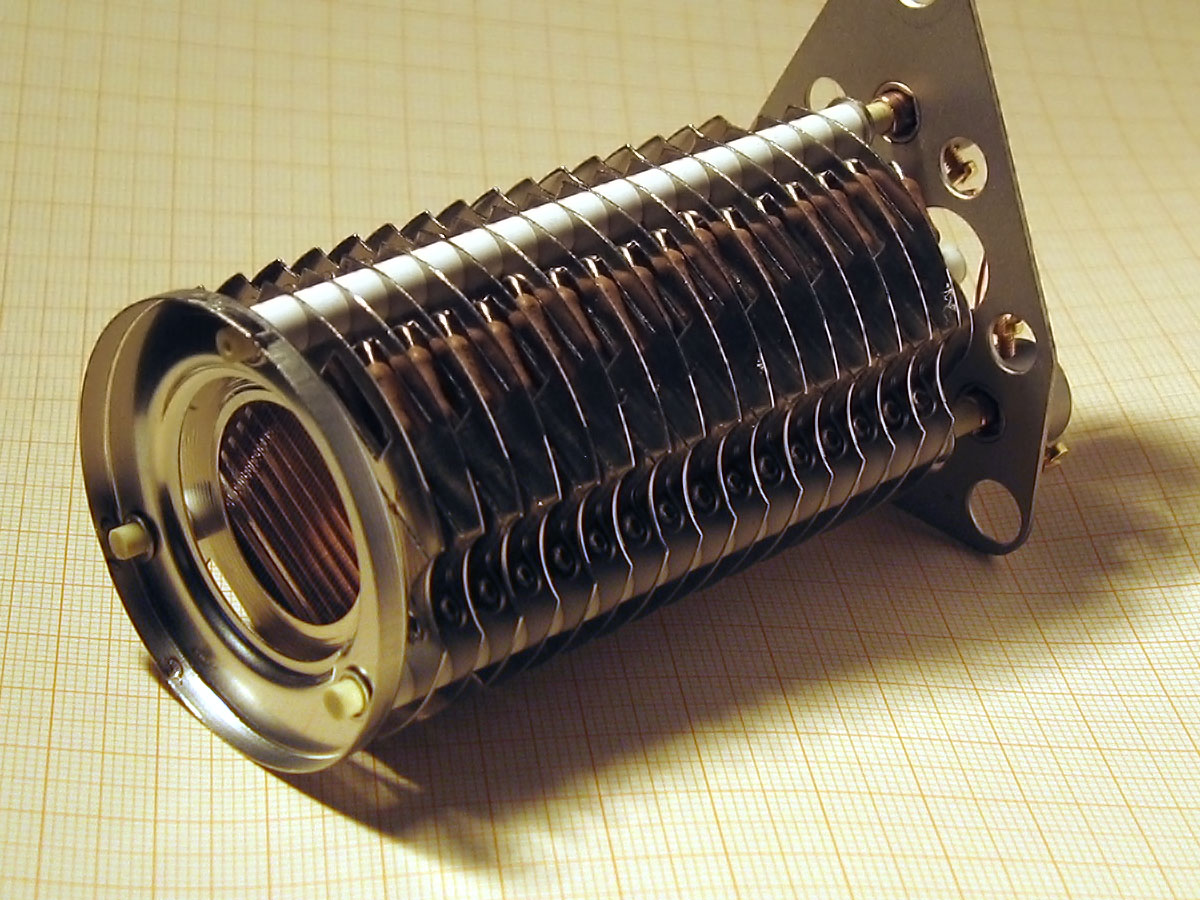
Électromultiplicateur

Un électromultiplicateur ou multiplicateur d'électrons est un dispositif permettant la détection des électrons.
Les électromultiplicateurs sont utilisés comme détecteurs dans les spectromètre de masse.
Deux types d'électromultiplicateurs sont les plus connus :
- électromultiplicateurs à dynodes discrètes ;
- électromultiplicateur tubulaire ou channeltron.

Une variante de ce dernier électromultiplicateur est la galette de microcanaux.